# Plecotus kozlovi
Plecotus kozlovi — вид рукокрилих ссавців з родини лиликових.

## Таксономічна примітка
Таксон відокремлено від P. austriacus.

## Морфологічна характеристика
Це малий кажан, з передпліччям від 43 до 46 мм завдовжки, хвостом від 46 до 52 мм, лапою від 7.5 до 9 мм і вухами від 34 до 38.5 мм. Хутро довге і густе. Спинна частина світло-коричнево-жовта, а черевна білувата. Навколо статевих органів є довгі білі волоски. Морда конічної форми, без волосяного покриву, за винятком чола і щік, вкритих білуватим волоссям. Вуха великі, овальні, потовщені та з'єднані на лобі тонкою шкірною перетинкою. Козелок становить приблизно половину довжини вушної раковини, звужений і з тупим кінцем. Перетинки крил тонкі та напівпрозорі. Пальці ніг білі, дуже довгі, тонкі, вкриті білуватим волоссям і оснащені дуже довгими кігтями. Хвіст довгий і повністю входить у великий уропатій.

## Поширення
Країни проживання: Монголія, Китай (Внутрішня Монголія).

## Спосіб життя
Мало що відомо про середовище проживання та екологію виду. Згідно з наявними даними про поширення в Монголії, він тісно пов'язаний із зоною напівпустель, головним чином із смугою степових пустель, що тягнеться з північного заходу країни через басейн Великого озера та долину озер Гобі. Найбільш правдоподібними місцями ночівлі є ущелини скель.